# Eumomota superciliosa
Il motmot dalle sopracciglia turchesi (Eumomota superciliosa Sandbach, 1837), noto anche come torogoz o guardabarranco, è un uccello della famiglia dei motmot. È l'unico membro del genere Eumomota, nonché animale nazionale di El Salvador e Nicaragua.

## Etimologia
Il suo nome comune deriva dal colore turchese della sua fronte. Ha acquisito una serie di nomi locali tra cui guardabarranco (guardia del burrone) in Nicaragua, torogoz ne El Salvador (in base al suo richiamo) e pájaro reloj (uccello dell'orologio) nello Yucatán, data la sua abitudine di scodinzolare coda, ricordando un pendolo. In Costa Rica è conosciuto sia come momoto cejiceleste che col poco lusinghiero nome di pájaro bobo (uccello sciocco), a causa della sua tendenza di farsi avvicinare dagli esseri umani senza volare via.

## Descrizione
Il motmot dalle sopracciglia turchesi è un uccello colorato di medie dimensioni. Difatti, esso è lungo circa 34 cm e pesa circa 65 g; mentre ha un corpo prevalentemente grigio-blu con una schiena e un ventre rossicci. Presenta una striscia blu brillante sopra l'occhio ed una macchia nera bordata di blu sulla gola. Le penne remiganti e la parte superiore della coda sono anch'esse blu. Le punte delle penne della coda hanno la forma di racchette, e le rachidi delle piume sono più lunghe che in altri motmot. Anche se si dice spesso che i motmot si strappano le punte dalla coda per creare la forma a racchetta, questo non è vero: le punte sono debolmente attaccate e cadono a causa dell'abrasione con i substrati e con la lisciatura di routine.
A differenza della maggior parte delle specie di uccelli, dove solo i maschi esprimono tratti elaborati, il motmot dalle sopracciglia turchesi esprime la sua coda a frange in entrambi i sessi. Le ricerche indicano che però la coda si è evoluta per funzionare in modo diverso per i sessi. Apparentemente, i maschi usano la coda come segnale sessuale, poiché i maschi con la coda più lunga hanno un maggiore successo di accoppiamento e dunque successo riproduttivo. Oltre a questa funzione, la coda viene utilizzata da entrambi i sessi per lo scuotimento, per cui la coda viene mossa avanti e indietro a mo' di pendolo. Ciò accade però non ai fini dell'accoppiamento: entrambi i sessi eseguono questa peculiare scena in presenza di un predatore, e si pensa che comunichi al predatore che è stato visto e che l'inseguimento non comporterà la cattura. Questa forma di comunicazione interspecifica viene definita segnale deterrente per l'inseguimento.
Il richiamo di questa specie di motmot è nasale, gracchiante e di lunga portata.
Le sue uova sono bianche, e vengono deposte (da un minimo di tre a un massimo di sei) in un nido a tunnel situato normalmente in argini di terra, cave o in un pozzi d'acqua.

## Habitat
Il motmot dalle sopracciglia turchesi vive in habitat abbastanza aperti come i margini delle foreste, le foreste a galleria e le macchie. Viene avvistato più di altri motmot, dato che è spesso appollaiato su fili elettrici e recinzioni. Da questi posatoi cerca le sue prede, ossia insetti e piccoli rettili.

## Distribuzione

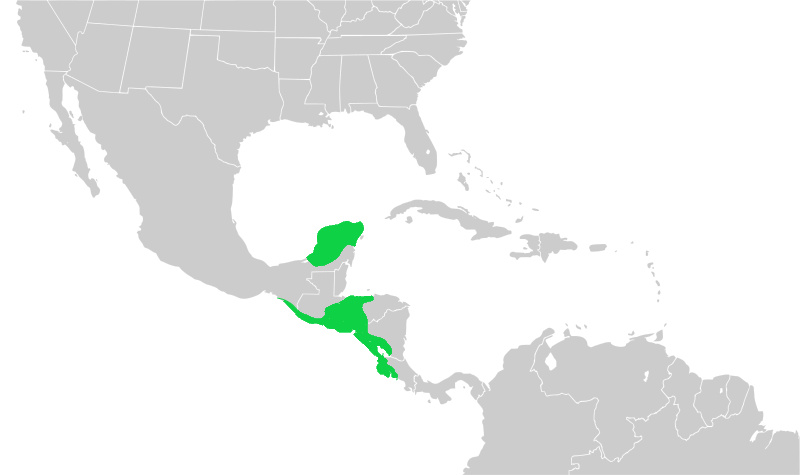
Distribuzione della specie

Questo specie si trova in America centrale, dal sud-est del Messico (principalmente nella penisola dello Yucatán) alla Costa Rica, dove è comune e non considerato minacciato.

## Galleria d'immagini

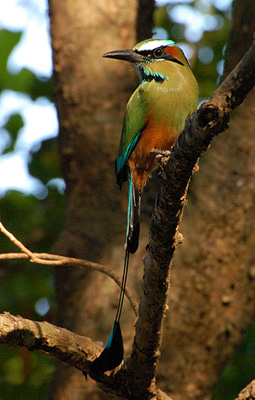
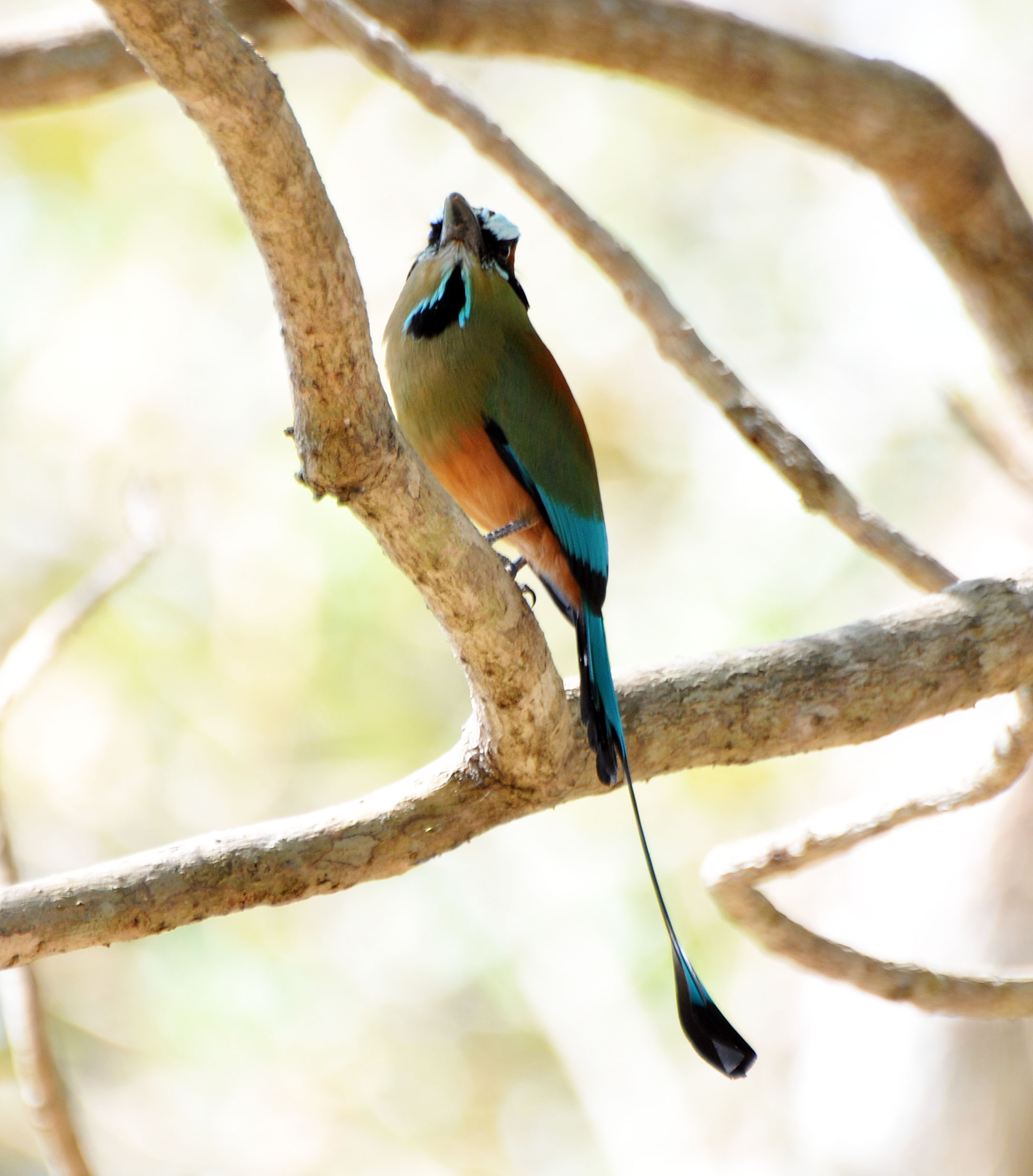
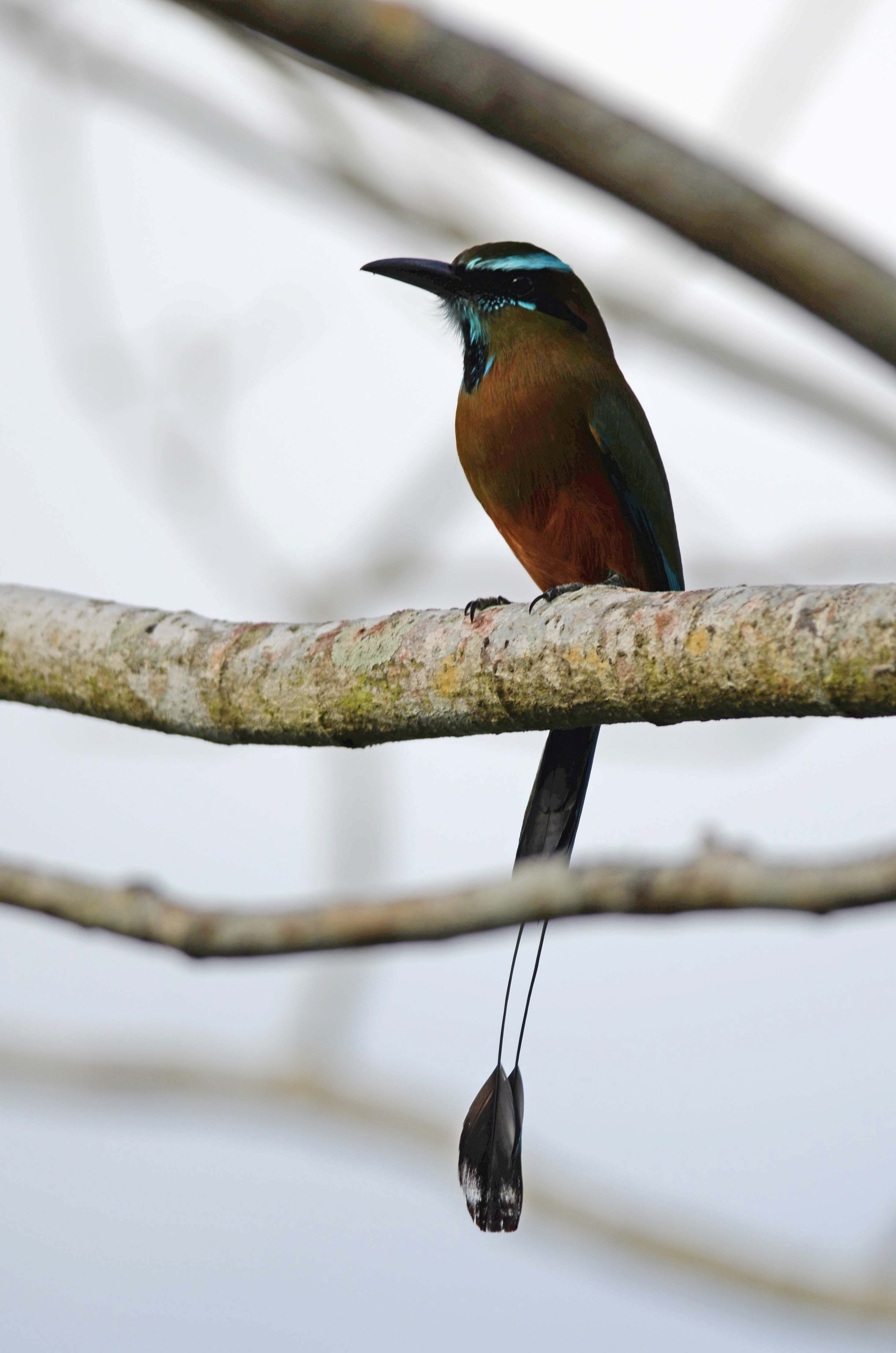
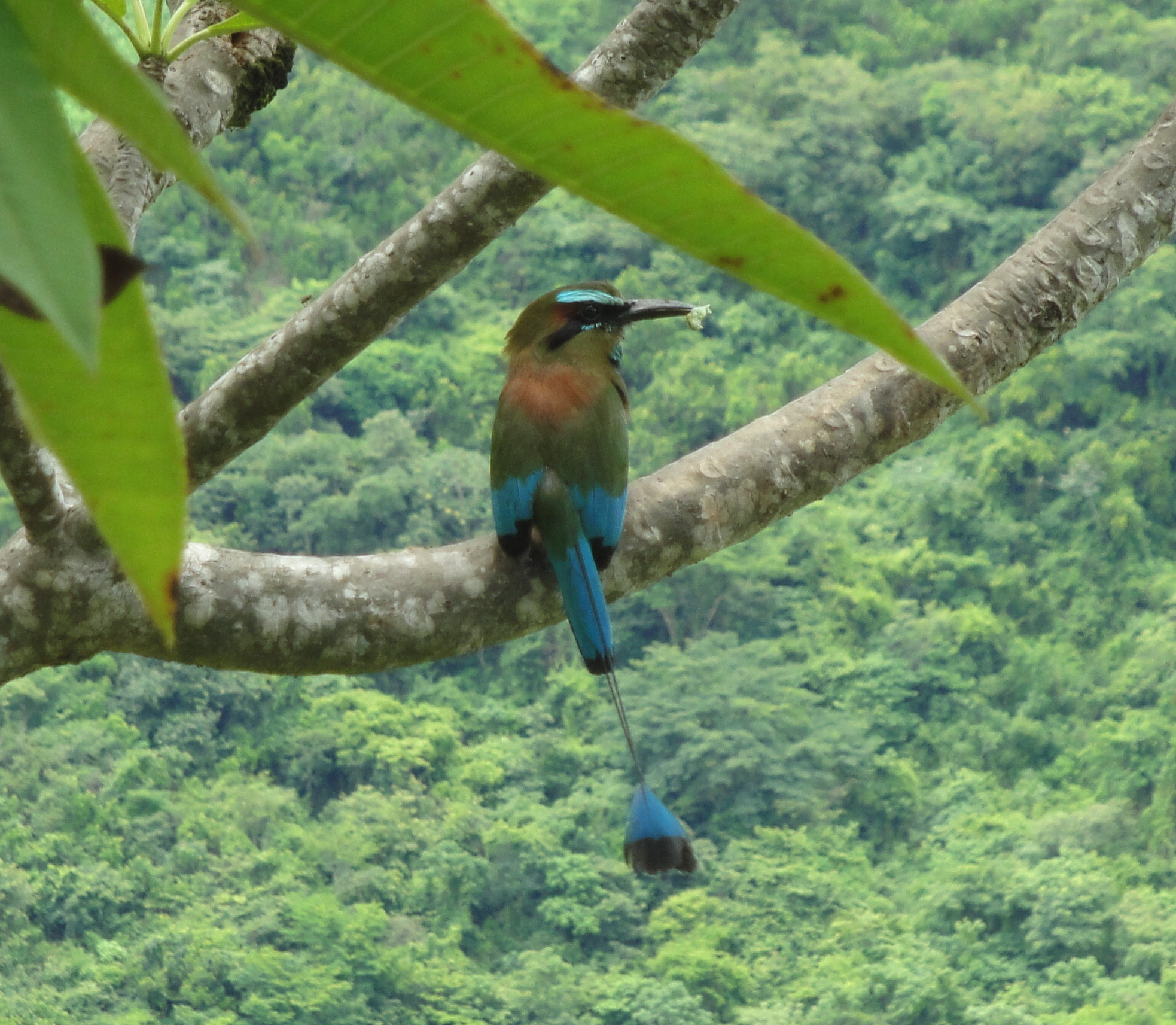
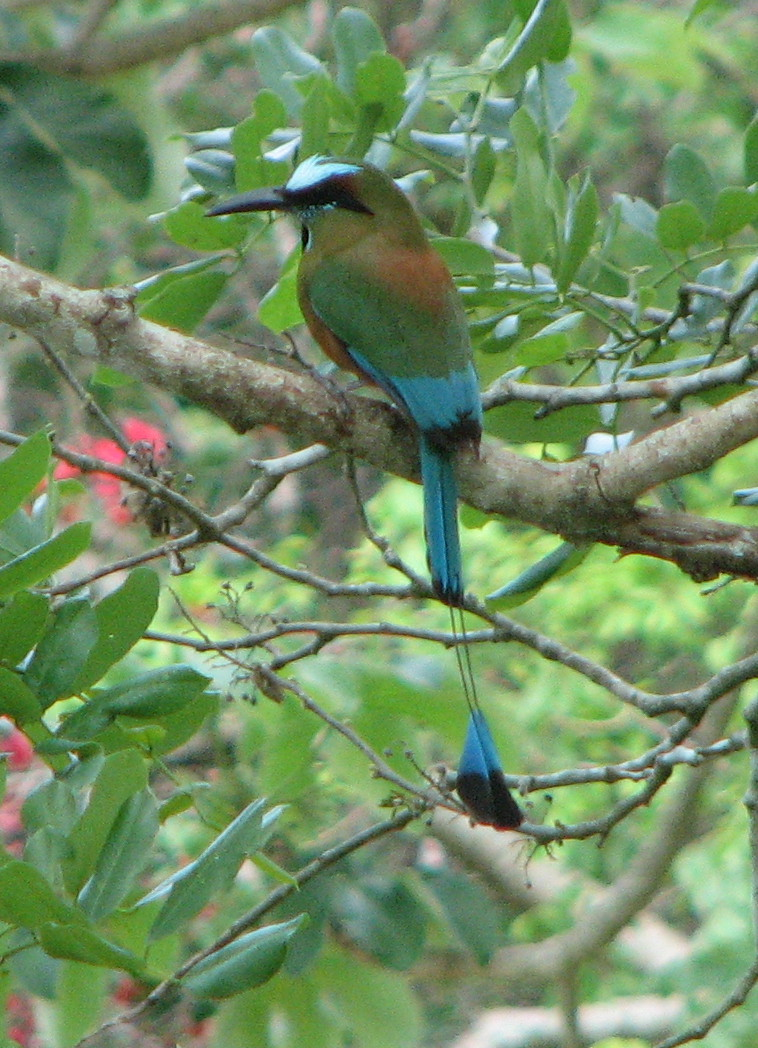
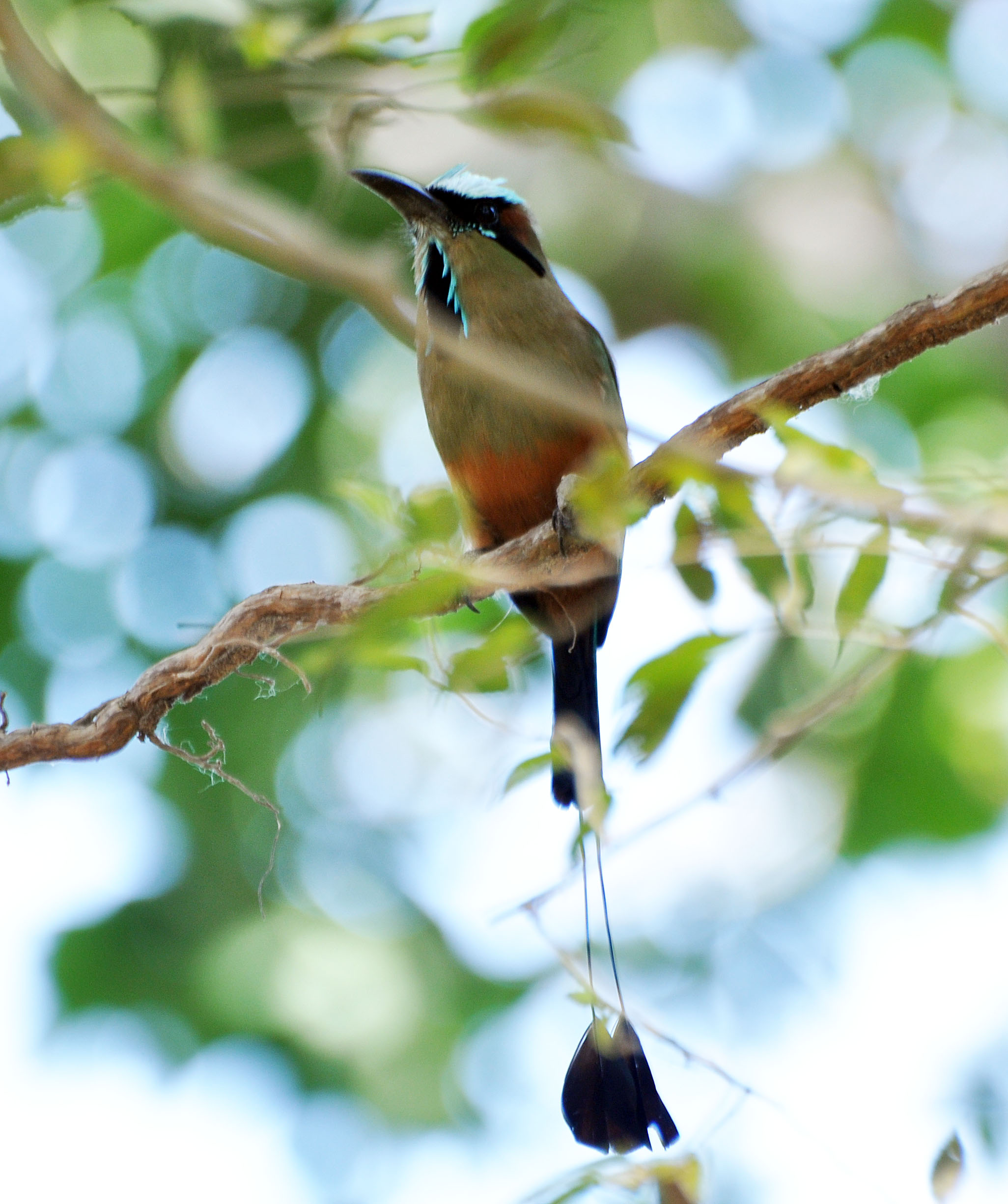
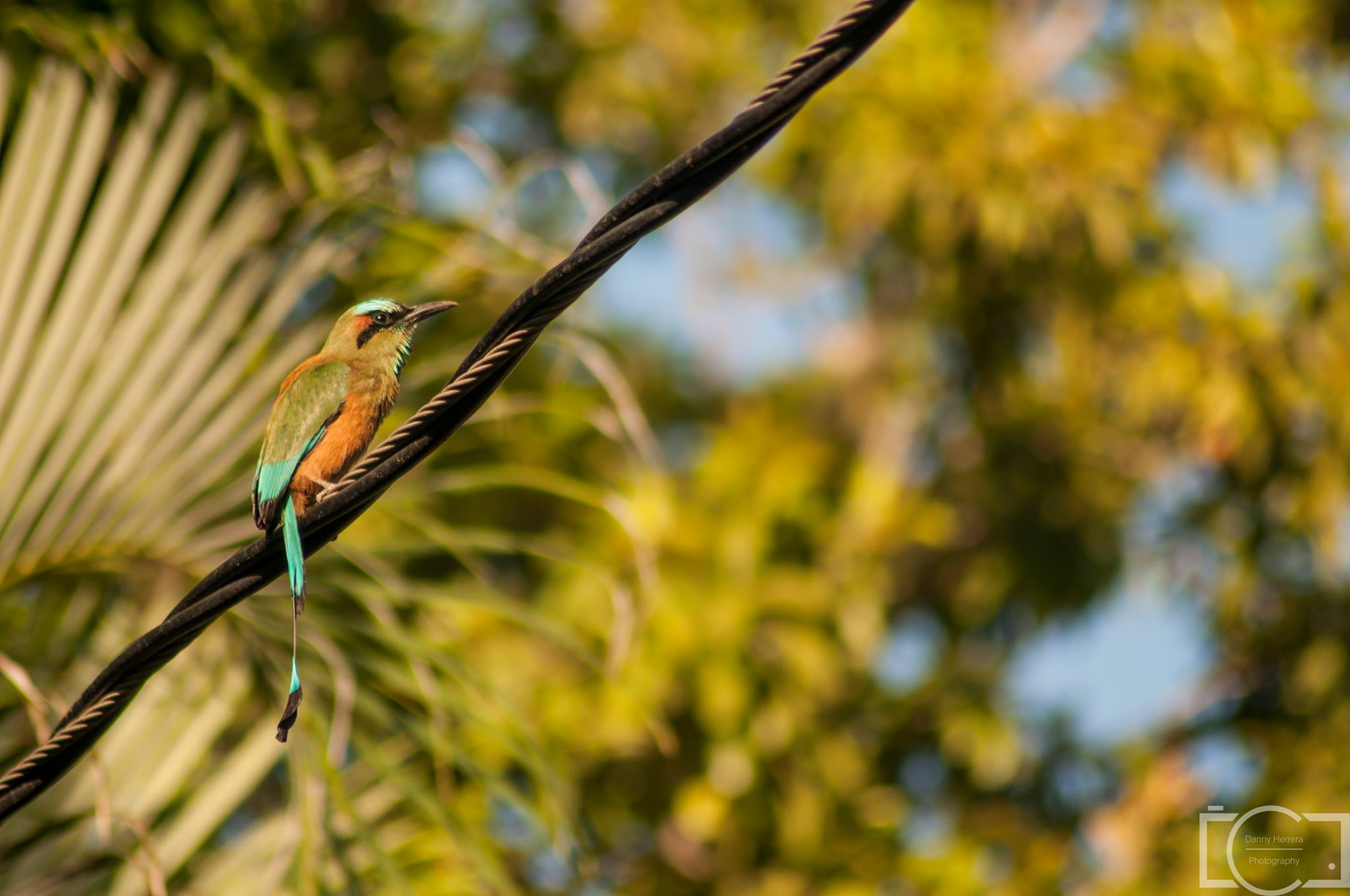
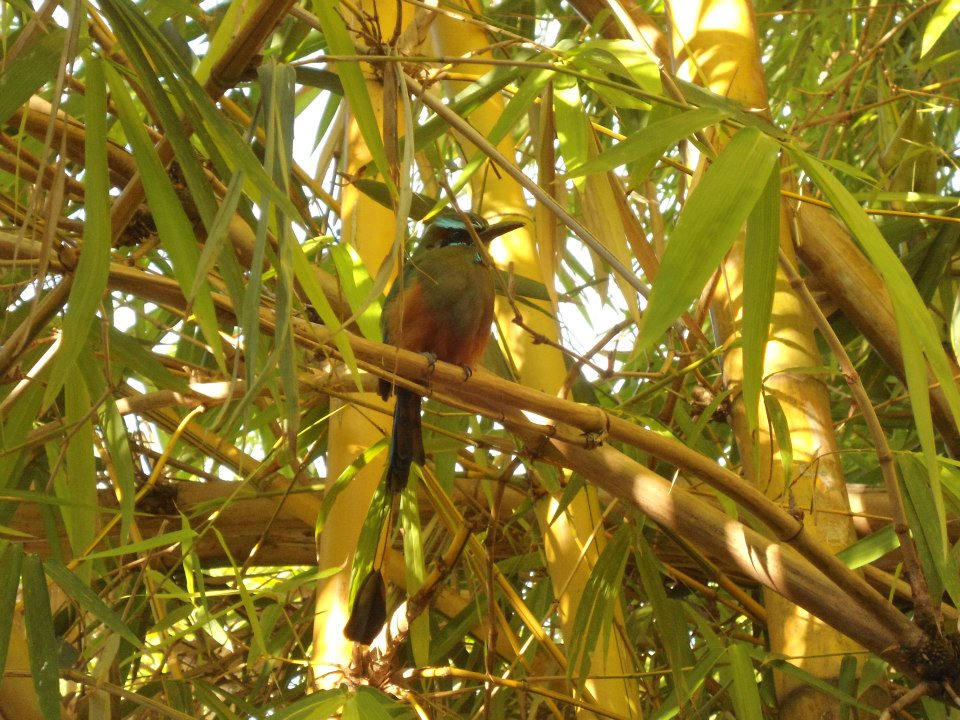
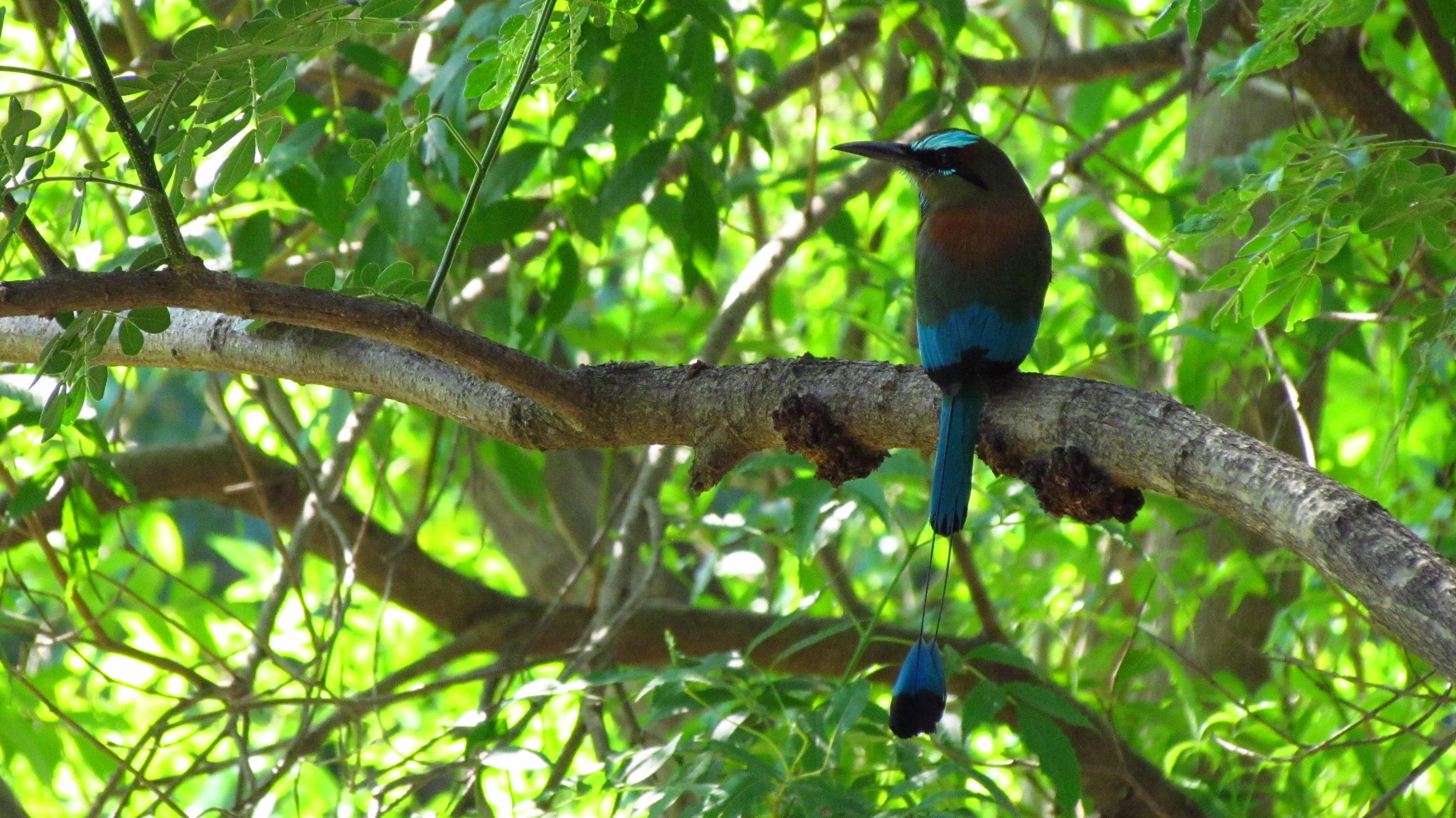
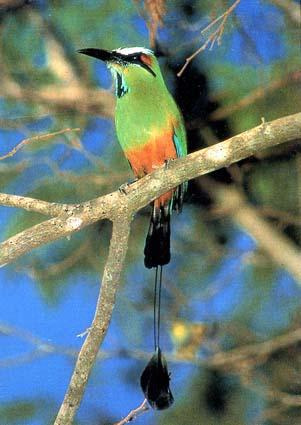
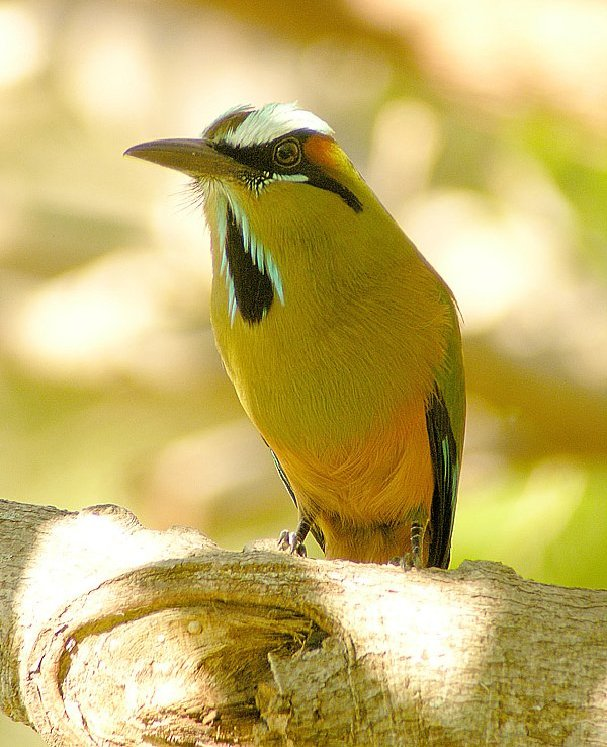
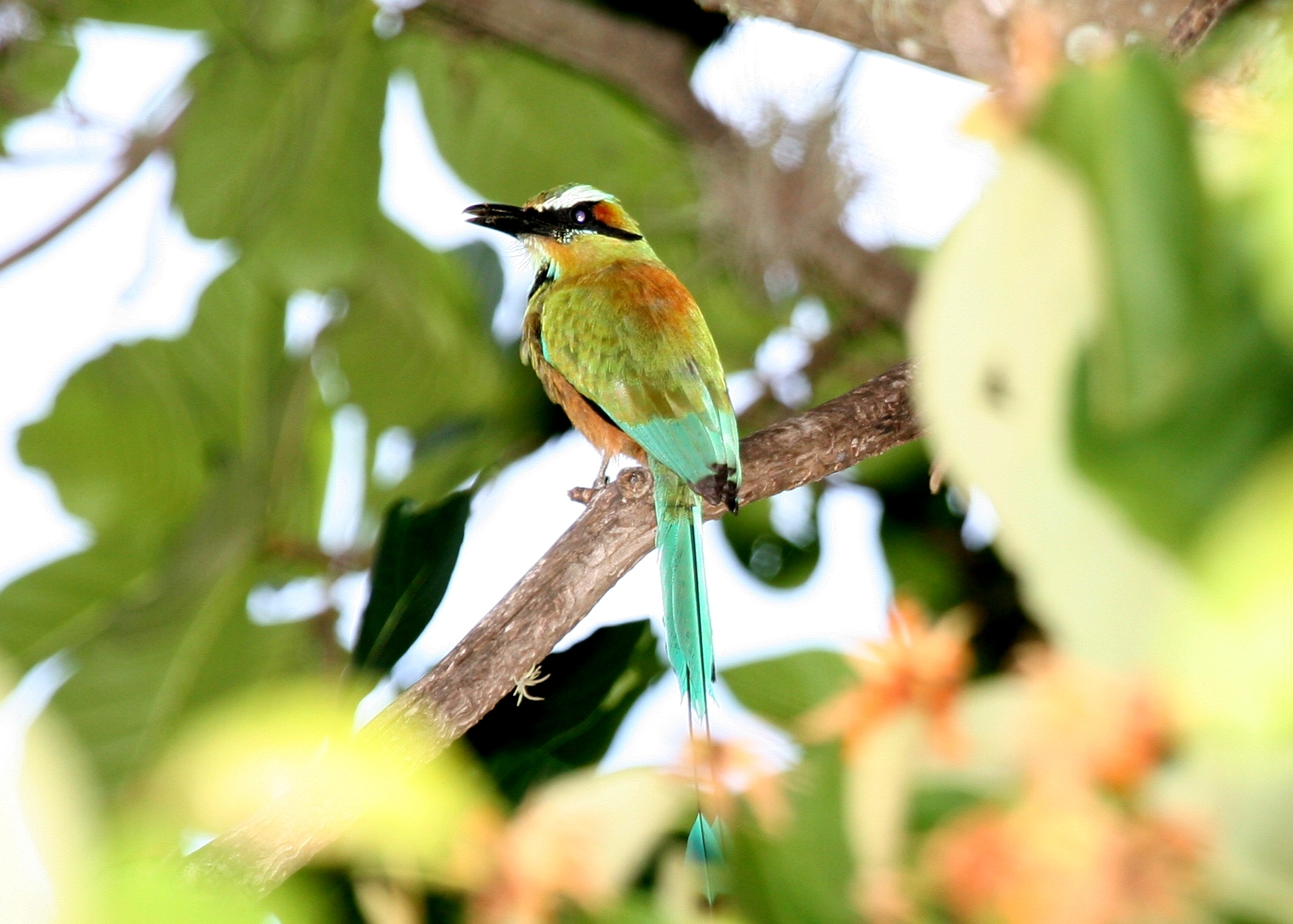
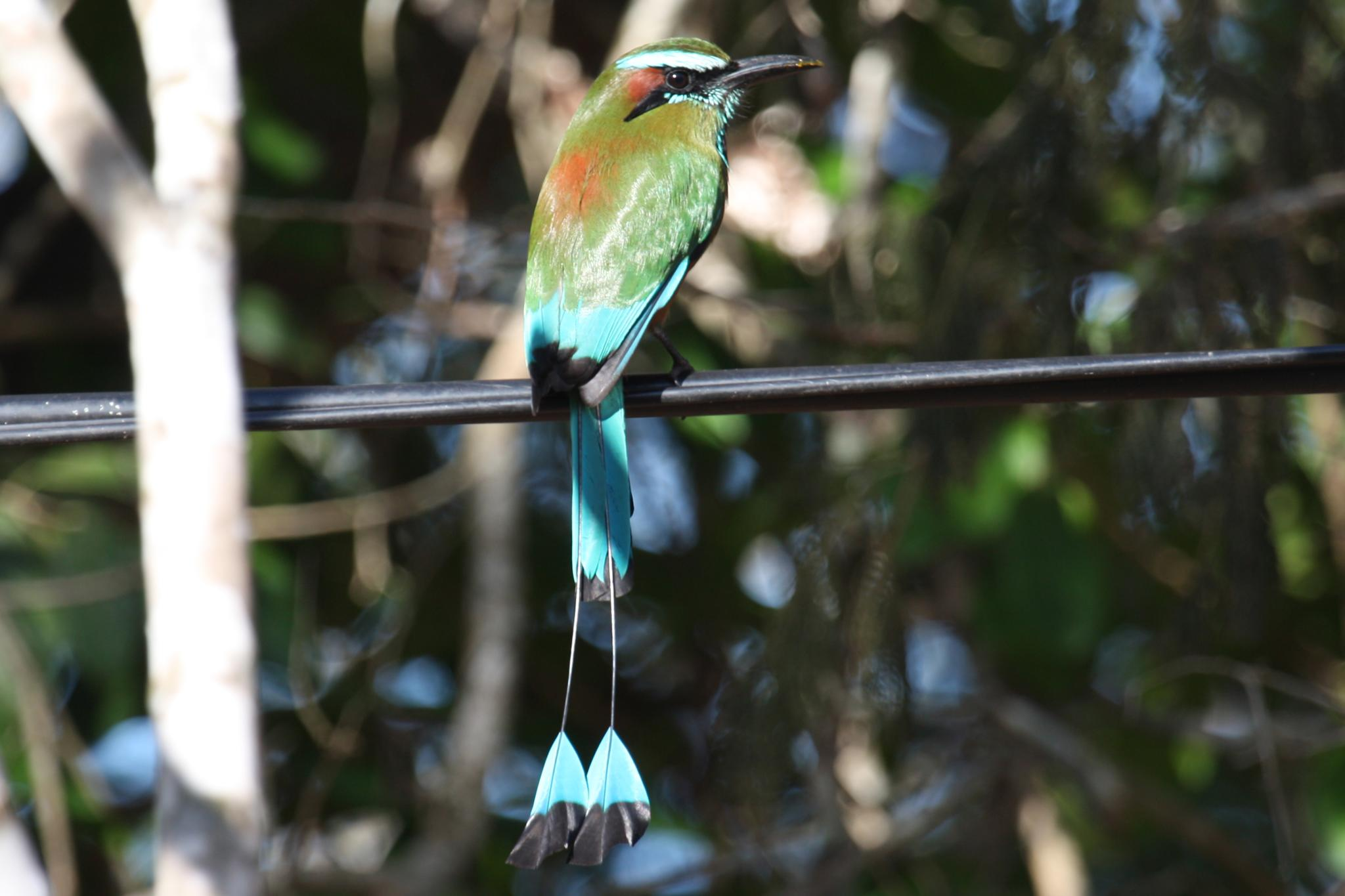
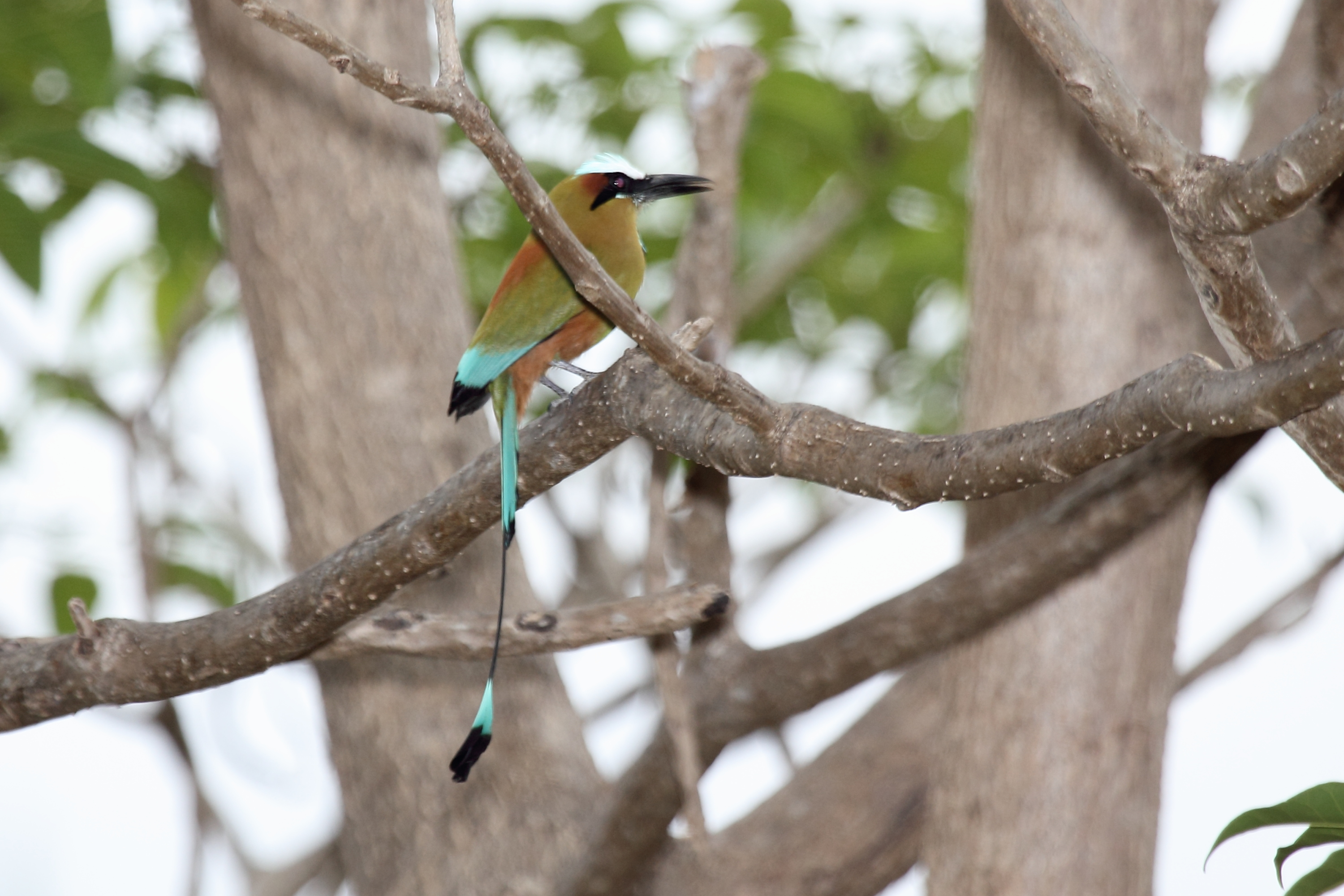
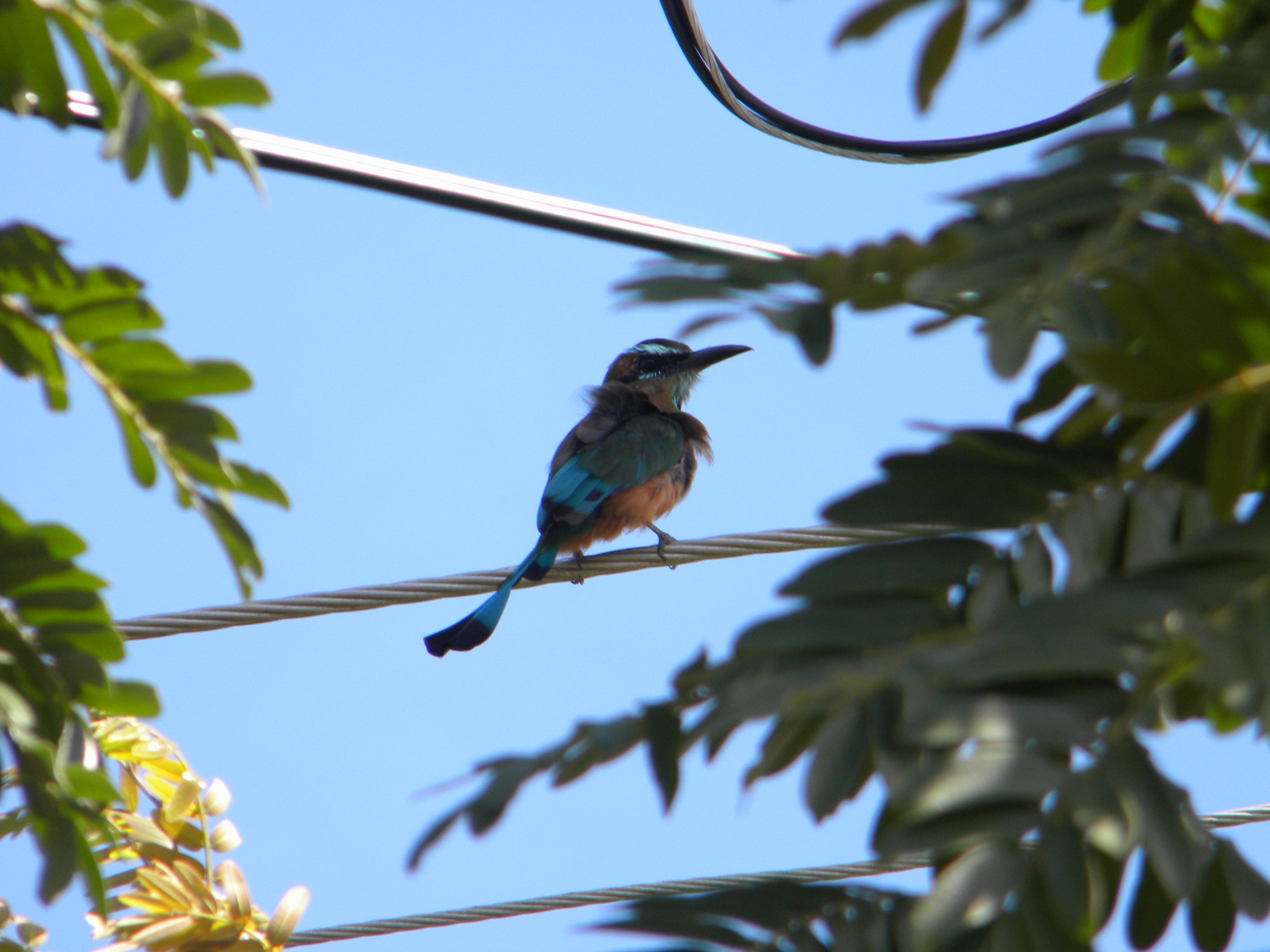
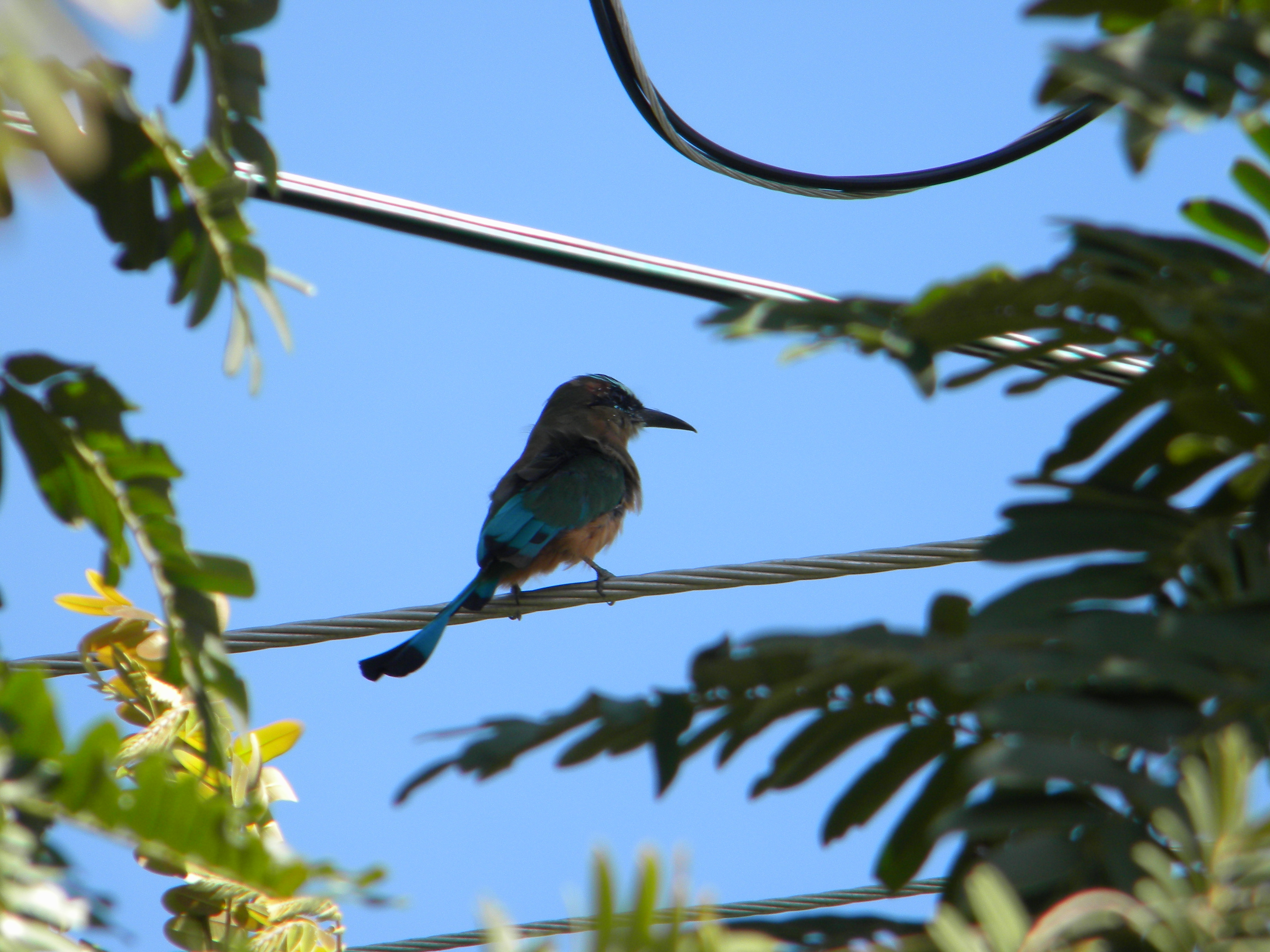
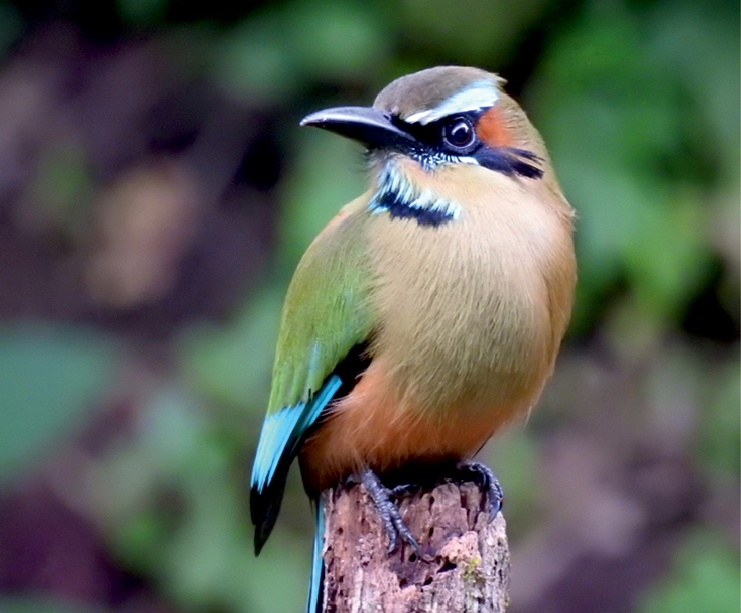
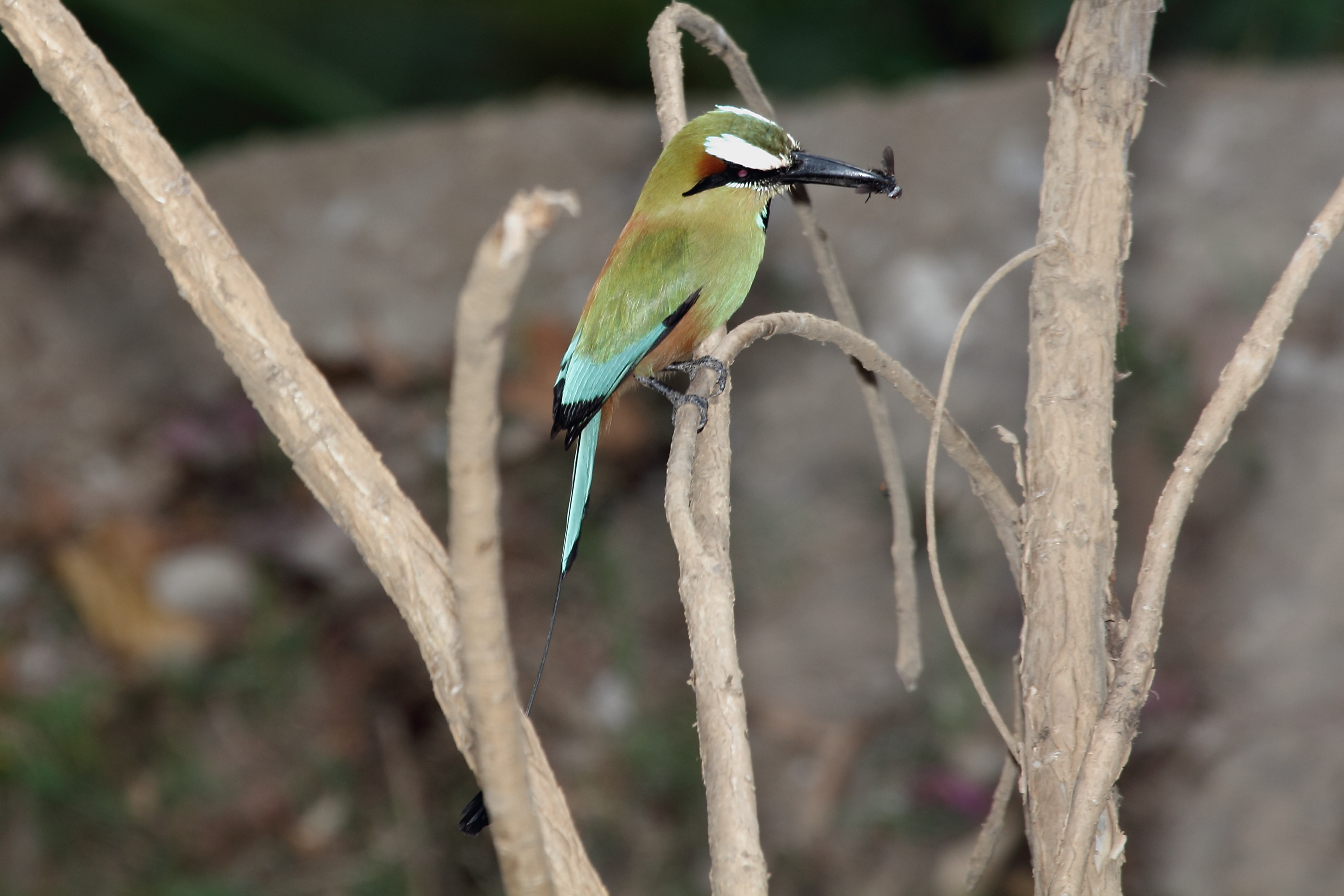
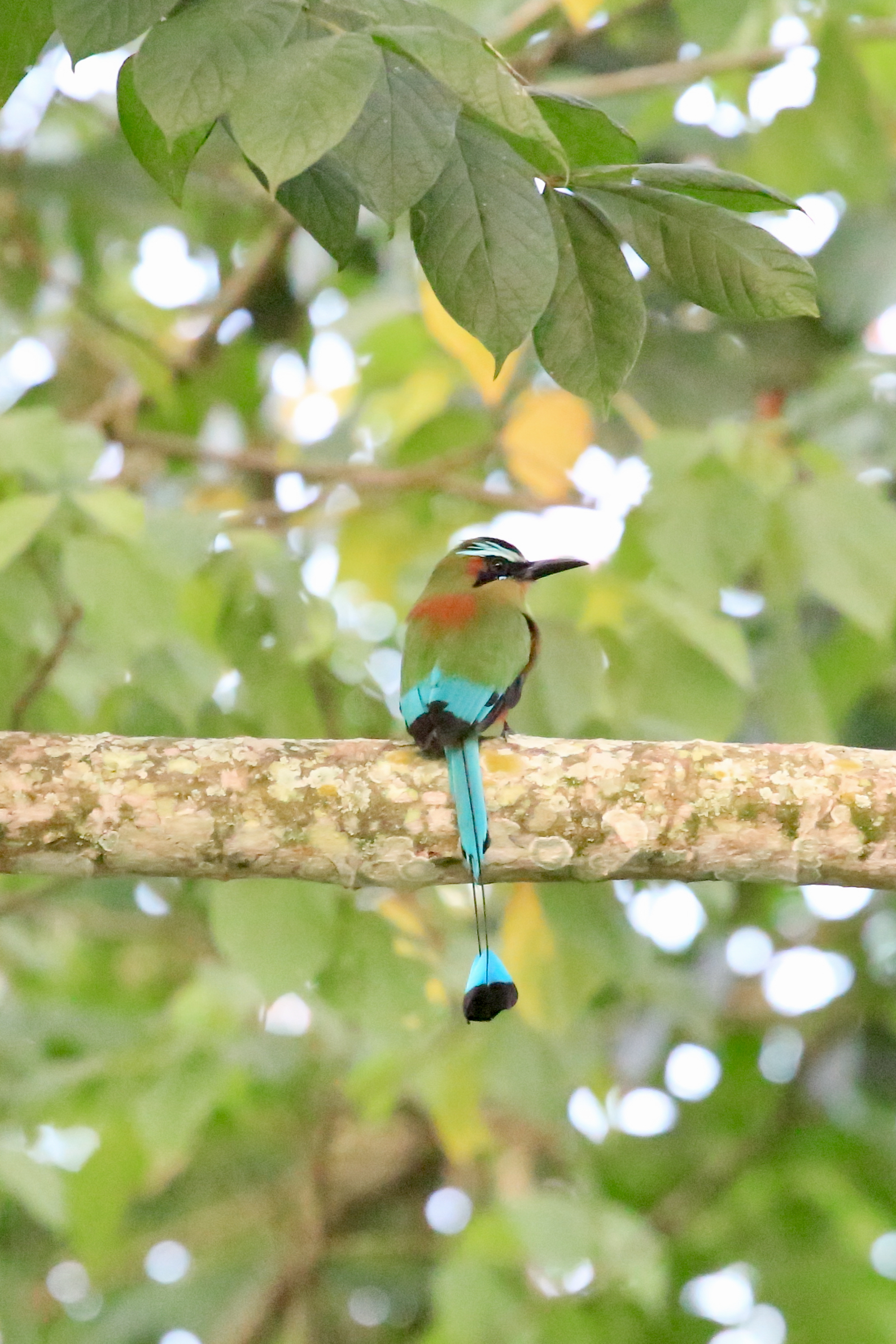
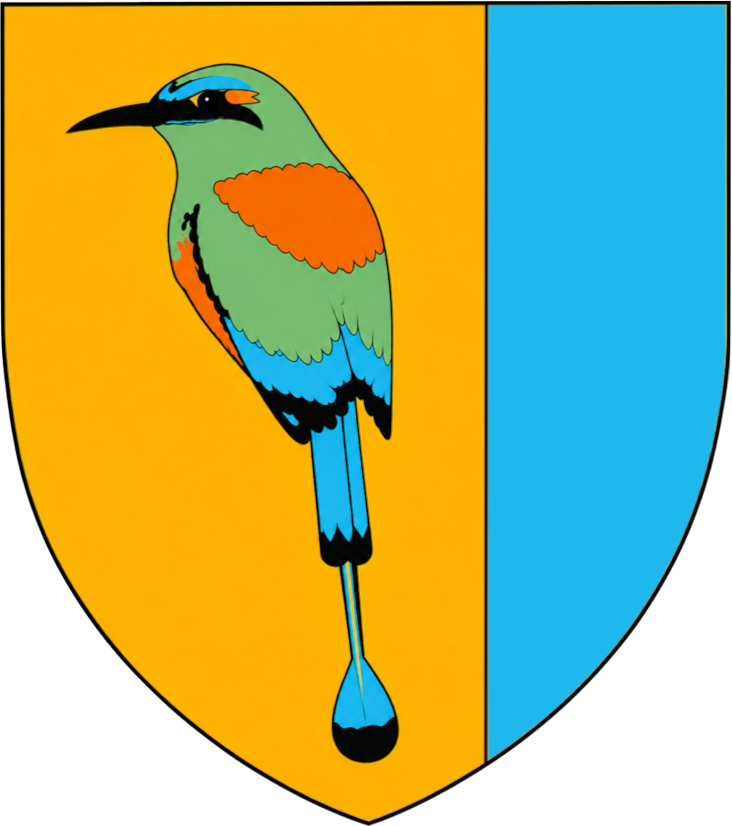
Arme di Kevin Linares Contreras, dell'araldista e artista araldico Dario Scaricamazza, la cui figura è il motmot.